# 炭川
炭川（韓語：탄천），是漢江的一條支流，全長35.6 km（22.1 mi），源於韓國京畿道中部的龍仁市，流經城南市，最終在首爾奧林匹克主競技場處與漢江匯流。

## 圖片集

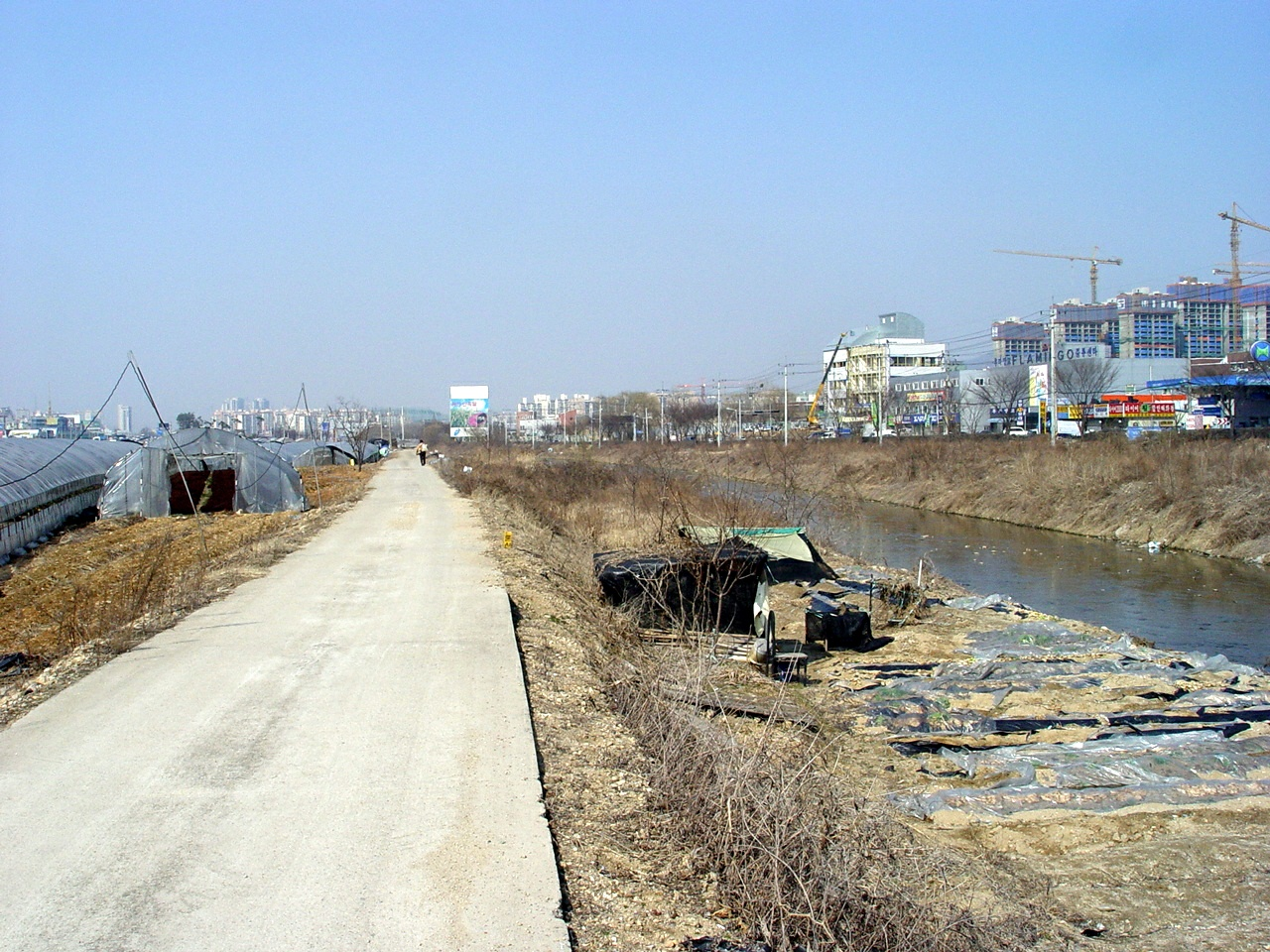
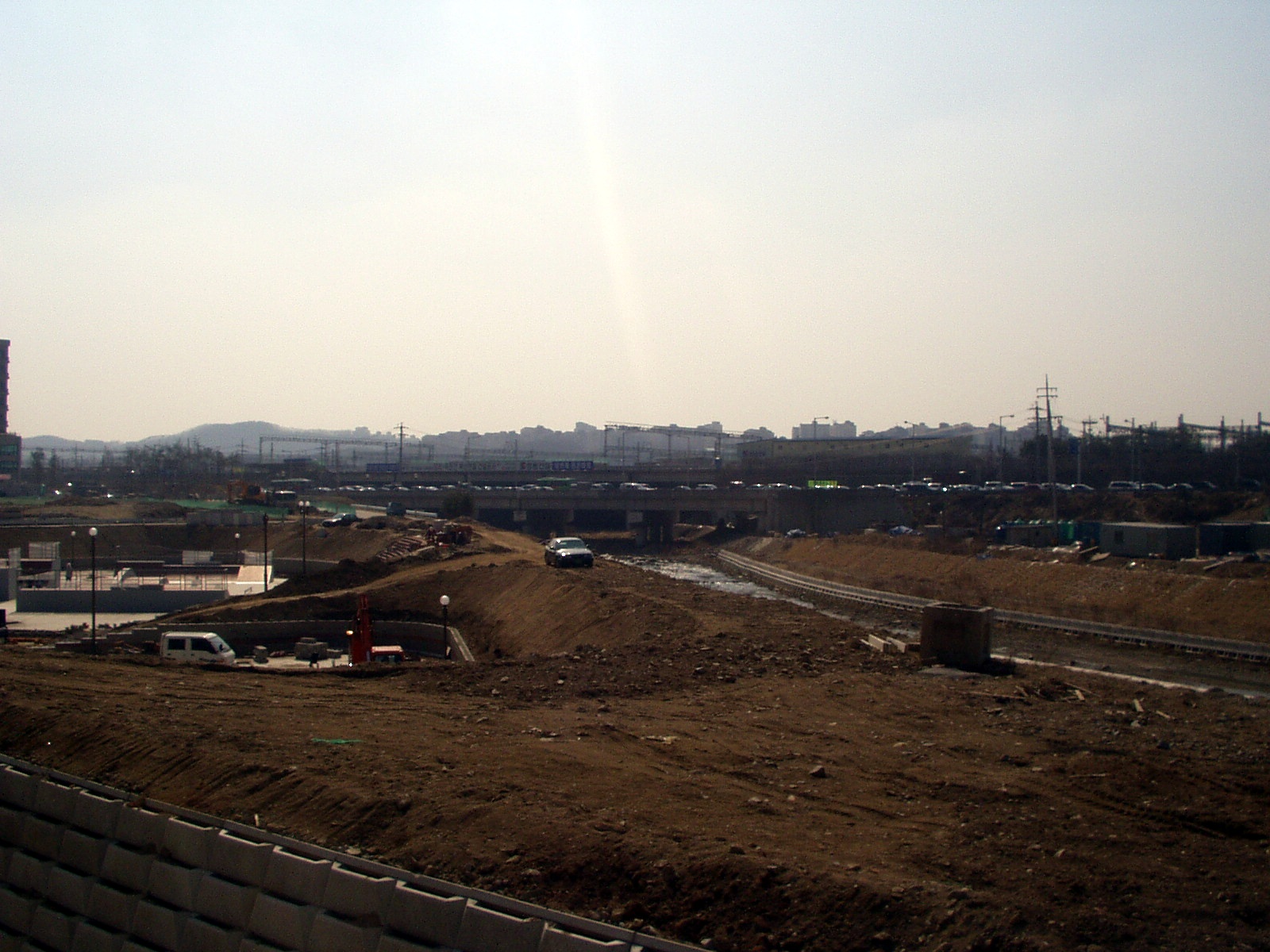
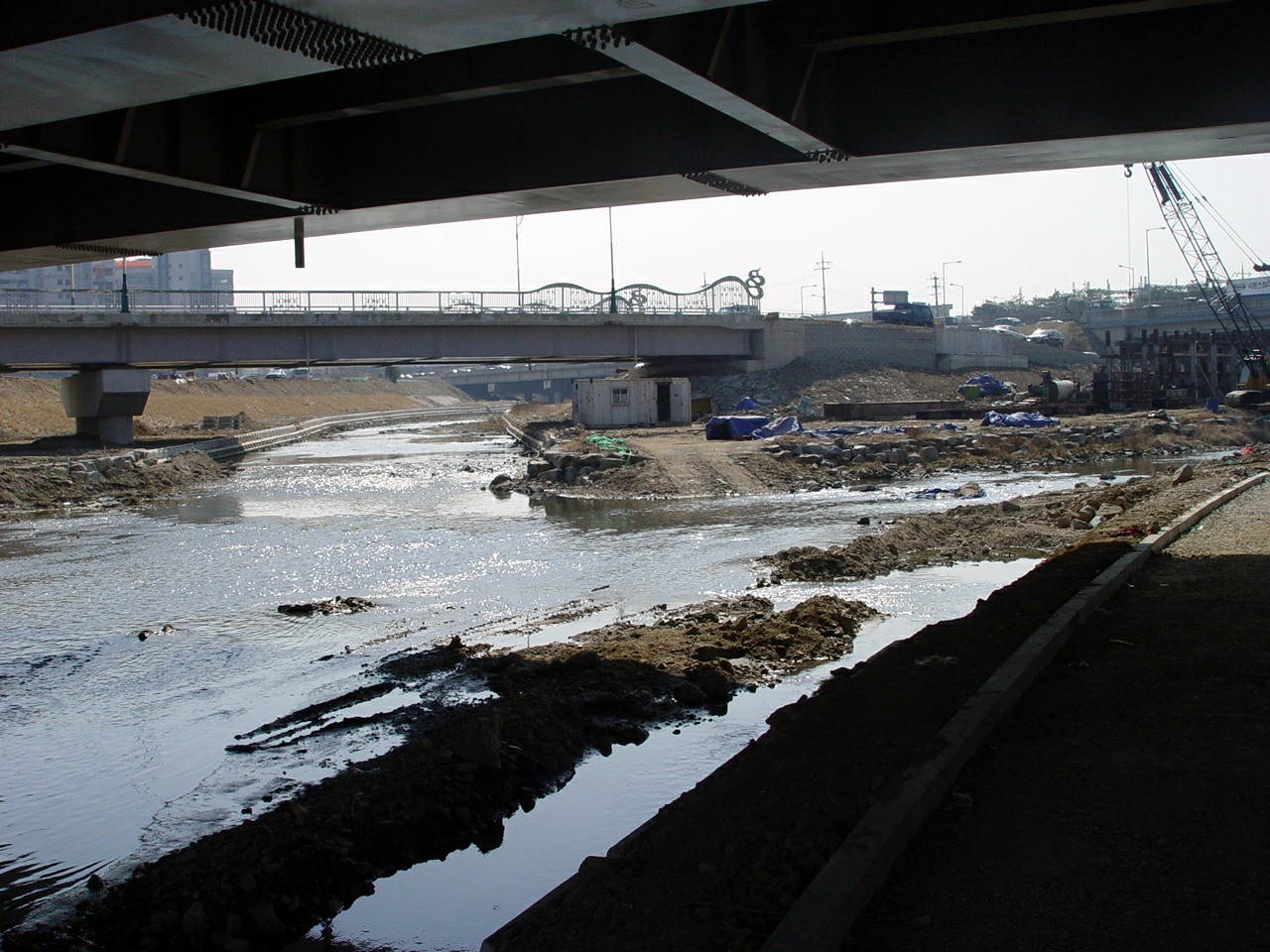
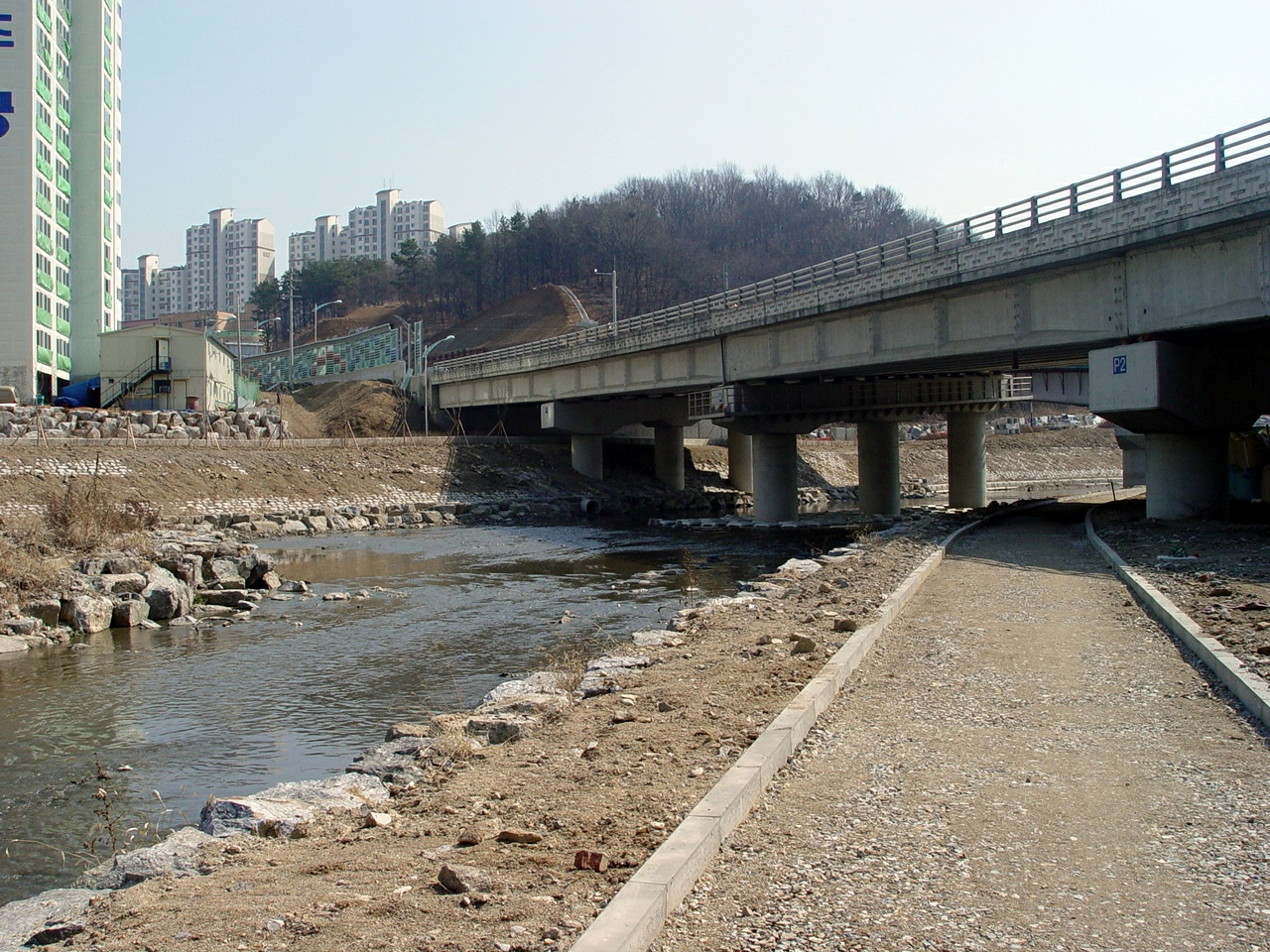
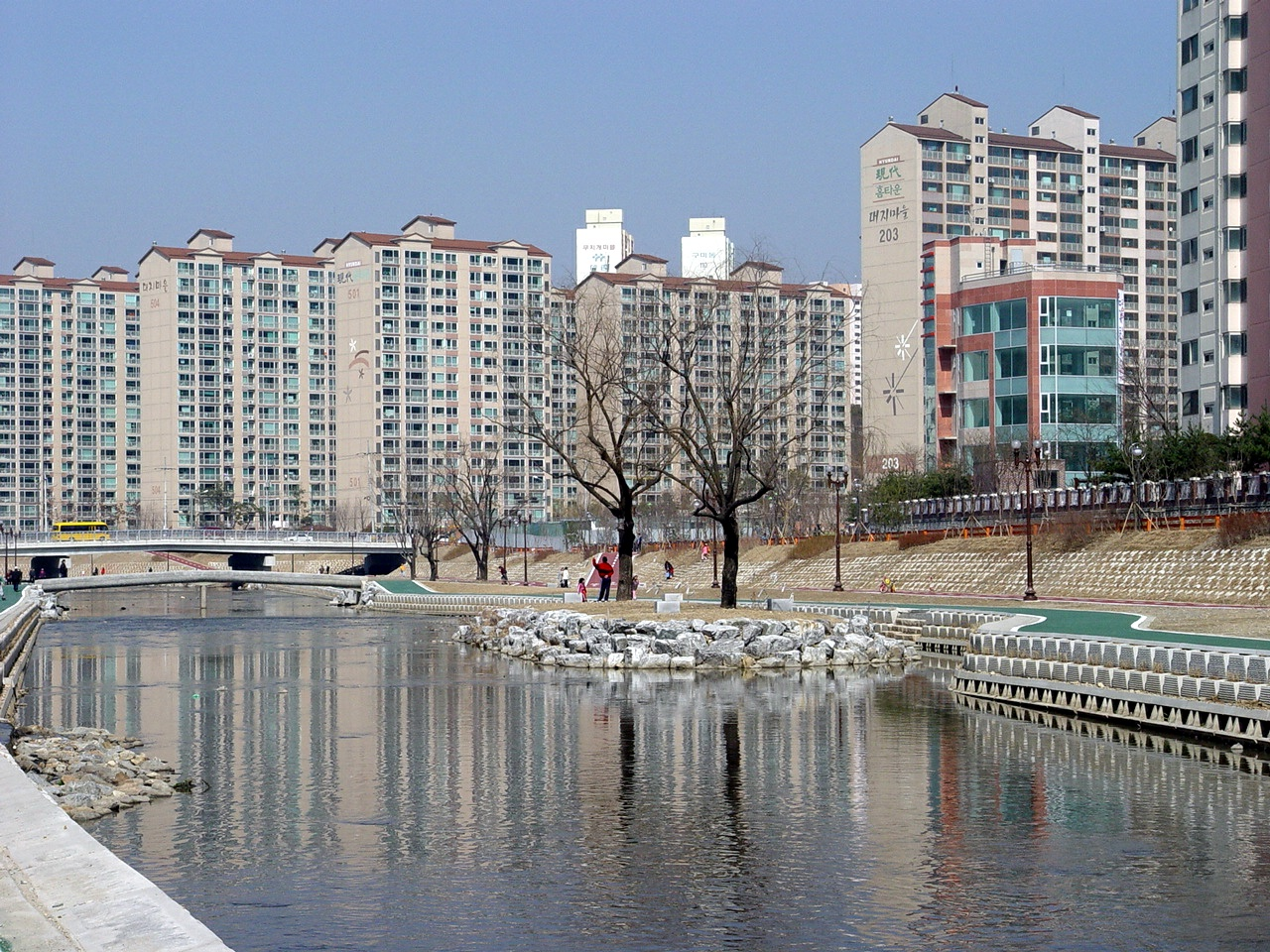
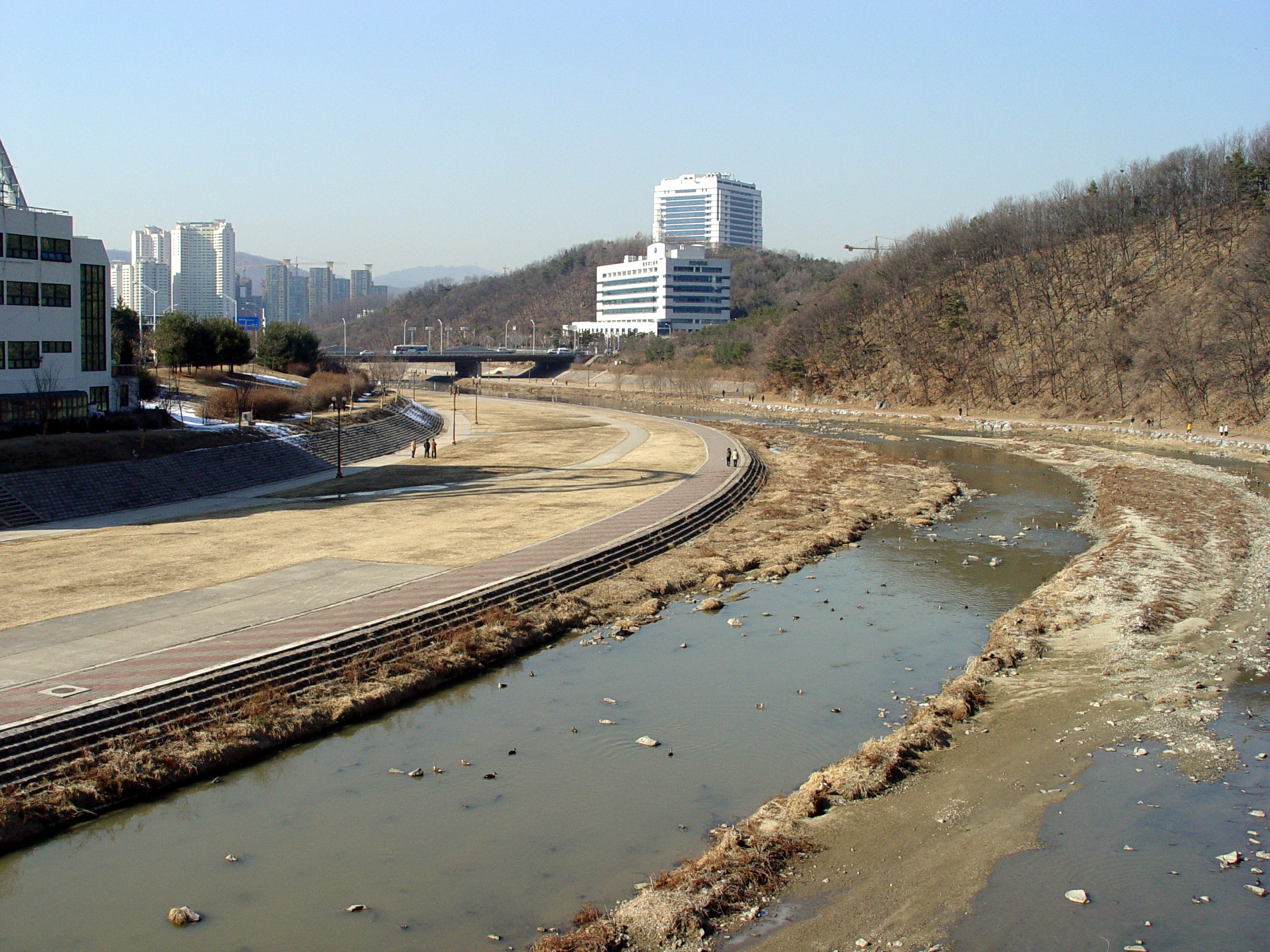
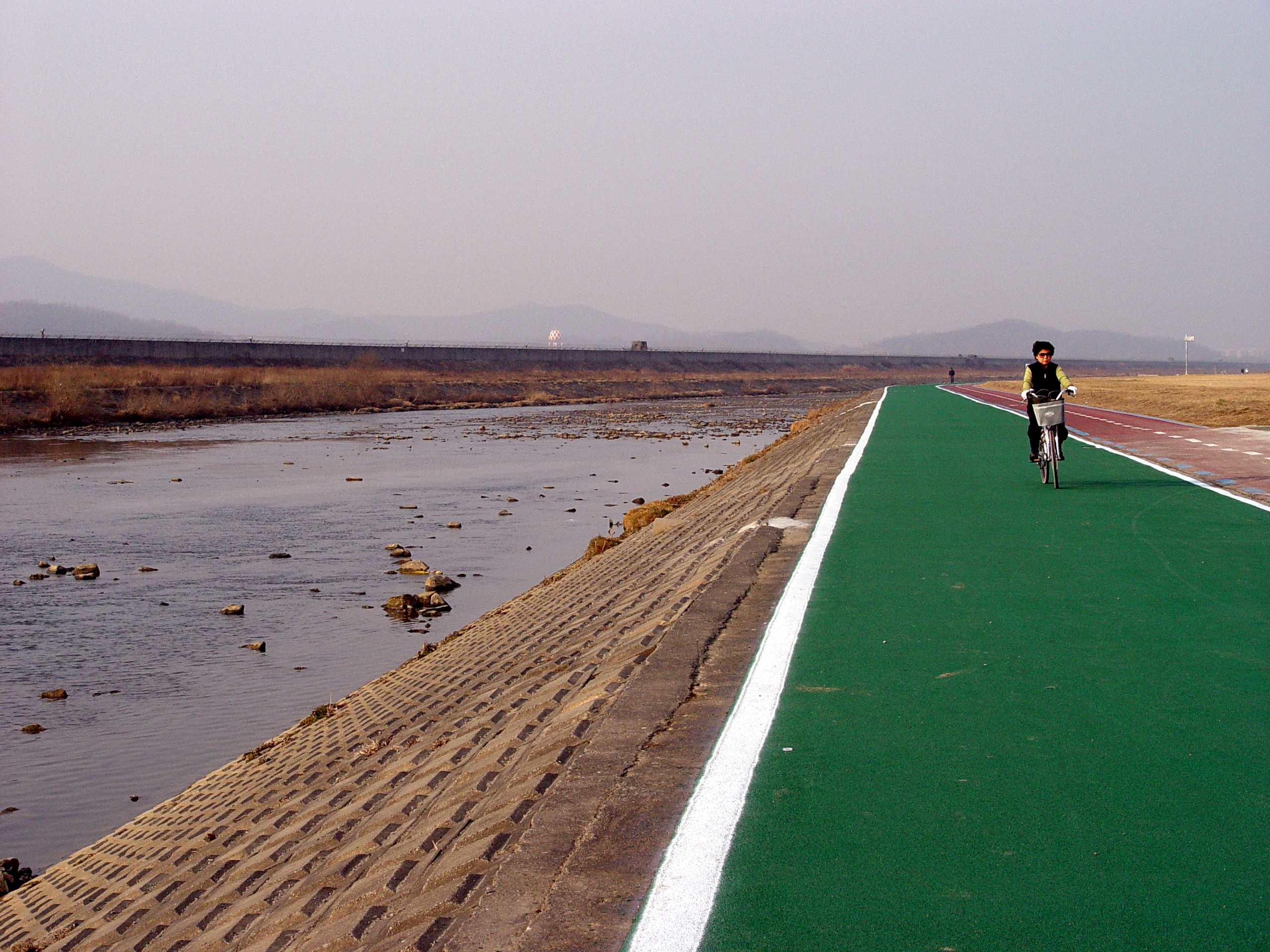
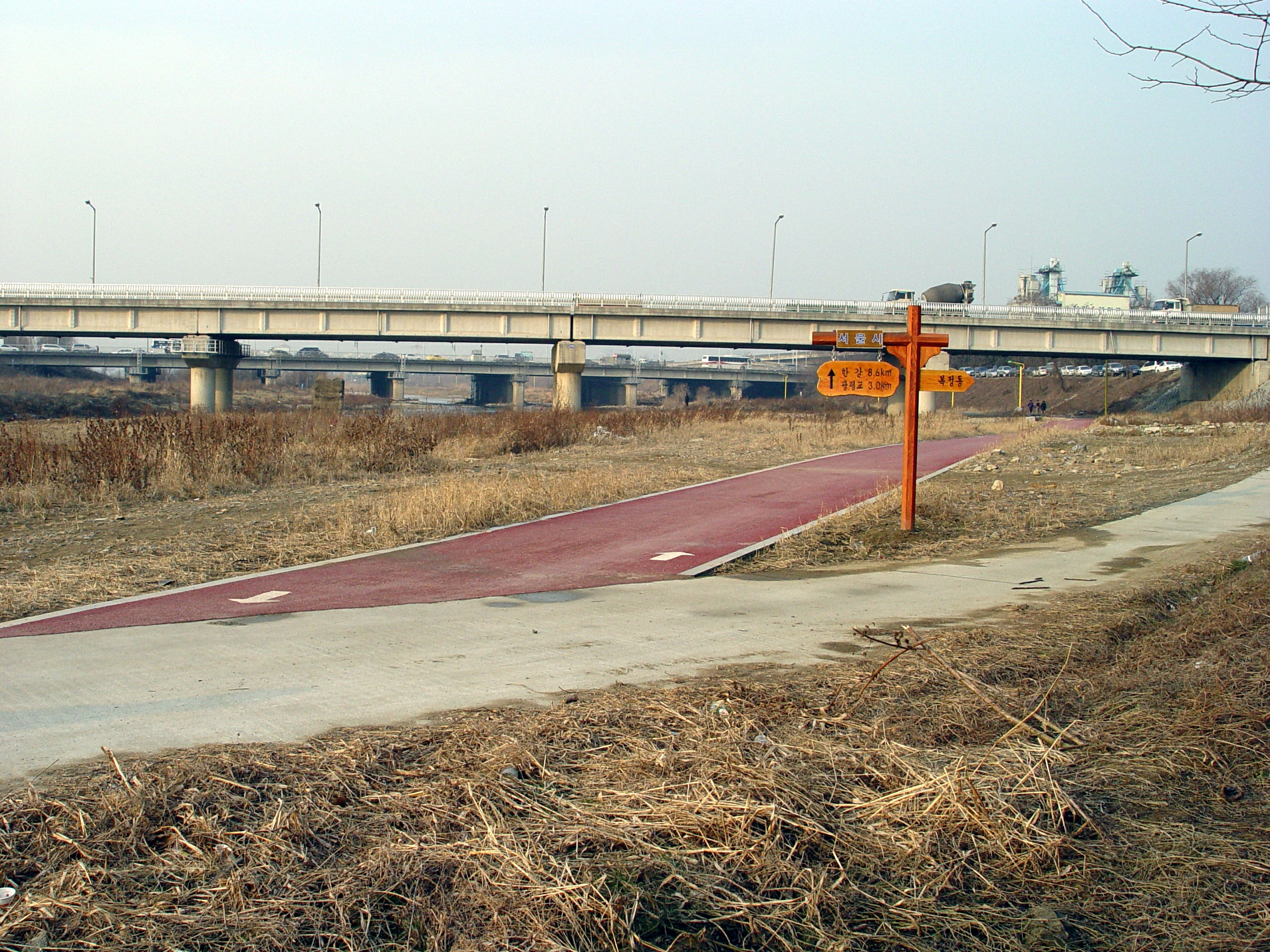
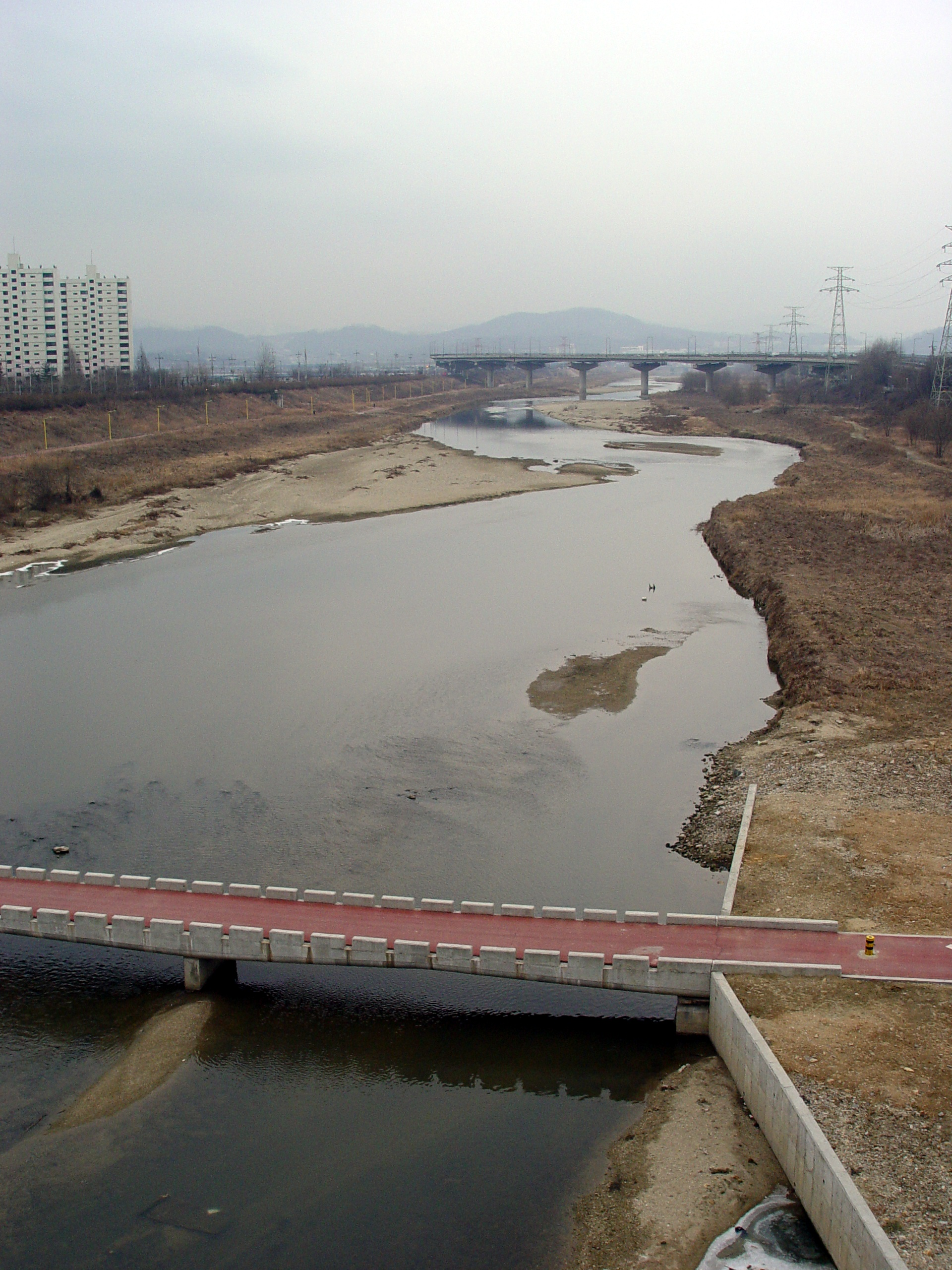